# Мальвиц, Йоана
Йоана Мальвиц (нем. Joana Mallwitz; род. 23 сентября 1986, Хильдесхайм) — немецкий дирижёр.

## Биография
Родилась 23 сентября 1986 года в Хильдесхайме в семье учителей.
В 3 года начала учиться играть на скрипке, в 5 лет — на фортепиано. В 13 лет стала ученицей профессоров Христы-Марии Хартманн (Christa-Maria Hartmann) и Карла-Хайнца Каммерлинга в Ганноверской Высшей школе музыки и театра. Её профессорами по классу дирижирования были Мартин Браусс и Эйдзи Оуэ, а по классу фортепиано — Каммерлинг и Бернд Гёцке.
В 2006 году по приглашению Корнелиуса Майстера начала работать на должности солиста-репетитора в Театре и оркестре Гейдельберга.
В возрасте 27 лет, в 2014 году стала главным дирижёром (генеральмузикдиректором) муниципального Эрфуртского театра, самым молодым главным дирижёром в Европе. В 2018—2023 годах — главный дирижер Нюрнбергского филармонического оркестра Государственного театра Нюрнберга.
Была приглашена на Зальцбургский фестиваль 2020 года для постановки оперы «Волшебная флейта» Моцарта (режиссёр Лидия Штайер), однако поставила оперу «Так поступают все женщины» Моцарта (режиссёр Кристоф Лой). Стала первой женщиной-дирижёром оперной премьеры за всю историю фестиваля. Дирижировала Венским филармоническим оркестром.
В сентябре 2023 года стала главным дирижёром и художественным руководителем берлинского Оркестра Концертхауса, сменила Кристофа Эшенбаха. Первая женщина на этой должности.

## Личная жизнь
Замужем за тенором Симоном Боде (Simon Bode). Родила сына.

## Награды
В 2019 году названа «дирижёром года» согласно опросу музыкальных критиков, ежегодно проводимому авторитетным изданием Opernwelt. 
В 2023 году получила крест заслуг на ленте ордена «За заслуги перед Федеративной Республикой Германия».